# Roberto Aballay
Roberto José Aballay (n. Buenos Aires, 22 de noviembre de 1922-1982) fue un futbolista que jugaba de centrodelantero de escasa participación en primera división, pero que se ganó fama a base de convertir goles en las pocas ocasiones que tuvo de participar en partidos de manera titular.
De 1940 a 1941 jugó en River Plate, recaló en Argentinos Juniors en 1942, luego pasó a Banfield en 1943 y entre 1946 y 1948 jugó para San Lorenzo en donde fue campeón marcando 7 goles en sus 9 partidos. En México jugó para el club Asturias, obteniendo el campeonato de goleo en la temporada 1944-45.
Más tarde emigró a Europa y jugó en Italia en el club Genoa en el año 1949. En Francia participó en el Nancy entre 1950 y 1952 y en el Metz entre 1952 y 1955 y en el MC Alger entre 1955 y 1956. Después fue entrenador de Gimnasia y Esgrima de La Plata y Ciclista Lima.

## Clubes
| Club               | País      | Año       |
| ------------------ | --------- | --------- |
| River Plate        | Argentina | 1940-1941 |
| Argentinos Juniors | Argentina | 1942      |
| Banfield           | Argentina | 1943      |
| Asturias           | México    | 1943-1946 |
| San Lorenzo        | Argentina | 1946-1948 |
| Genoa              | Italia    | 1949      |
| Nancy              | Francia   | 1950-1952 |
| Metz               | Francia   | 1952-1955 |
| MC Alger           | Argentina | 1955-1956 |